# ريبيكا بنسون (ممثلة)
ريبيكا بنسون (بالإنجليزية: Rebecca Benson)‏ هي ممثلة بريطانية، ولدت في 1990 في إدنبرة في المملكة المتحدة.

## أعمال

### أفلام
- مكبث